# 8531 Мінеосайто
8531 Мінеосайто (8531 Mineosaito) — астероїд головного поясу, відкритий 16 листопада 1992 року.
Тіссеранів параметр щодо Юпітера — 3,388.
Названо на честь Мінео Сайто (яп. みねお・さいとう(斉藤峰男) мінео сайто:)